# Theodor von Hassel

Emma und Theodor von Hassel in Daressalam (um 1908)

Theodor Berthold Paul Hassel (ab 1887 von Hassel, * 29. September 1868 in Trier; † 29. November 1935 in Mahenge, Tanganjika) war ein deutscher Offizier und Landwirt in Ostafrika. Er war Vater des Bundesministers und Bundestagspräsidenten Kai-Uwe von Hassel.

## Leben
Theodor von Hassel war der zweite Sohn des preußischen Offiziers Friedrich von Hassel (1833–1890) und der Mutter Elise Helene Christiane, geborene Thormann (1846–1896). Der Vater wurde am 22. März 1887 durch Kaiser Wilhelm I. in den erblichen preußischen Adelsstand erhoben.
1878 wurde Hassel in die Preußische Hauptkadettenanstalt in Groß-Lichterfelde bei Berlin aufgenommen. 1885 wechselte er auf das Domgymnasium Magdeburg, das er 1887 mit dem Abitur abschloss. Im selben Jahr trat er als Offizier in die Preußische Armee ein und diente im Schleswig-Holsteinischen Füsilier-Regiment Nr. 86, das in Flensburg und Sonderburg stationiert war. Für die Rettung eines Kindes aus dem Hafenbecken von Kopenhagen wurde von Hassel mit der Rettungsmedaille am Band ausgezeichnet. Zeitweise war er Segellehrer im I. Seebataillon in Sonderburg, kehrte aber im Jahr 1900 zu seinem vormaligen Verband zurück.
1903 meldete sich von Hassel als Oberleutnant zur Schutztruppe für Deutsch-Ostafrika und schied damit aus dem Heer aus. Bei seiner Meldung in Daressalam im Mai 1903 wurde von Hassel zum Hauptmann befördert, zunächst allerdings noch als überzähliger Hauptmann ohne Planstelle geführt. Nach Unterrichtung über das Rechtssystem im Schutzgebiet und Vertrautmachung mit der Sprache, dem Swahili, erhielt er Ende August 1903 das Kommando über die 3. Kompanie in Lindi. Im November 1904 wurde von Hassel zum Chef der 12. Kompanie in Mahenge ernannt. Der Standort lag in dem Gebiet des Maji-Maji-Aufstands, der Ende Juli 1905 im Süden der Kolonie ausbrach. Ende August 1905 erreichten mehrere Tausend Rebellen die Station. In der nun folgenden Schlacht bei Mahenge ließ von Hassel Maschinengewehre gegen die Angreifer einsetzen, die schließlich die Belagerung nach hohen Verlusten abbrachen.
Während eines Heimaturlaubes im Oktober 1906 heiratete er Emma Jebsen (* 14. Mai 1885), die Tochter des Reeders und Politikers Michael Jebsen aus Apenrade. Am 10. Januar 1907 trafen von Hassel und seine Frau in Daressalam ein. Kurt von Schleinitz, Kommandeur der Schutztruppe, überreichte von Hassel für seinen Einsatz im Maji-Maji-Aufstand den Roten Adlerorden. Von Hassel wurde Chef der 5. Kompanie in Masoko bei Neu-Langenburg. Am 10. September 1908 kam in Daressalam sein erstes Kind, Gertrud, zur Welt (das zweite Kind, Friedrich, wurde am 16. April 1910 in Deutschland geboren). 1909 verließ von Hassel die Schutztruppe, blieb aber als Farmer in Deutsch-Ostafrika. Bei Wilhelmstal in den Usambara-Bergen gründete er die Farm Neu-Apenrade, auf der hauptsächlich Kaffee angebaut wurde. Im nahegelegenen Missionsort Gare kam am 21. April 1913 als drittes Kind Kai-Uwe zur Welt.
Im Ersten Weltkrieg wurde von Hassel abermals Mitglied der Schutztruppe. Im November 1917 geriet er in britische Kriegsgefangenschaft, aus der er 1919 nach Deutschland entlassen wurde. Seine Ehe und der Versuch, sich eine neue Existenz im norddeutschen Glücksburg aufzubauen, scheiterten. 1926 kehrte er alleine in das ehemalige Deutsch-Ostafrika zurück, das jetzt als Tanganjika größtenteils unter britischer Verwaltung stand. Bei Mahenge, seinem früheren Stationsort, wollte er eine neue Kaffeeplantage aufbauen. In seinen letzten Lebensmonaten wurde er dabei durch seinen Sohn Kai-Uwe unterstützt, der in Deutschland eine Ausbildung zum Koloniallandwirt absolviert hatte. Am 29. November 1935 starb von Hassel an Gehirnmalaria. Er wurde auf dem Soldatenfriedhof von Mahenge beigesetzt.

## Auszeichnungen
- Dienstauszeichnungskreuz
- Kolonial-Denkmünze
- Roter Adlerorden IV. Klasse mit Schwertern
- Sankt-Stanislaus-Orden 3. Klasse mit Schwertern

## Werke
- Der Militärbezirk Mahenge im Aufstand 1905. Digitalisat der Universitaetsbibliothek Johann Christian Senckenberg (Frankfurt am Main).
- Ein Tagebuch aus Deutsch-Ostafrika von 1903–1910. Digitalisat der Universitaetsbibliothek Johann Christian Senckenberg (Frankfurt am Main).